# Dysmenorea
Dysmenorea, také označována jako menstruační křeče, je bolest během menstruace. Obvykle se projevuje na začátku menstruace. Příznaky obvykle trvají méně než tři dny. Bolest se obvykle projevuje v obalsti pánve nebo podbřišku. Mezi další příznaky může patřit bolest zad, průjem nebo nevolnost.
Dysmenorea se může vyskytnout i bez příčiny. Mezi nejčastější obtíže, které mohou způsobit dysmenoreu, patří děložní myomy, adenomyóza a především endometrióza. Častěji se vyskytuje u žen se silnou menstruací, nepravidelnou menstruací, u těch, které začaly menstruovat před dvanáctým rokem věku, a u osob s nízkou tělesnou hmotností. Pro stanovení diagnózy může být vhodné vyšetření pánve a u osob, které jsou sexuálně aktivní, ultrazvuk. Mezi diagnózy, které je třeba vyloučit, patří mimoděložní těhotenství, hluboký pánevní zánět, intersticiální cystitida a chronická pánevní bolest.
Dysmenorea se vyskytuje v menší míře u žen, které pravidelně cvičí, a u těch, které porodily děti v raném věku. Léčba může zahrnovat použití hřejivého polštářku. Mezi léky, které mohou pomoci, patří nesteroidní antiflogistika, jako je ibuprofen, hormonální antikoncepce a nitroděložní tělísko s progestagenem. Pomoci může i užívání vitamínu B1 nebo hořčíku. Účinky jógy, akupunktury a masáží nejsou dostatečně prokázány. V případě některých přidružených obtíží může být vhodný chirurgický zákrok.
Odhaduje se, že procento postižených dospívajících žen a žen v reprodukčním věku se pohybuje mezi 50 a 90 %. Jedná se o nejčastější menstruační poruchu. Obvykle začíná do jednoho roku od první menstruace. Pokud nemá žádnou příčinu, často se bolest s věkem nebo po narození dítěte zlepší.

## Příznaky asymptomy
Hlavním příznakem dysmenorey je bolest především v podbřišku nebo v oblasti pánve. Běžně je pociťována také v pravé nebo levé části břicha. Může se šířit do stehen a dolní části zad.
Mezi příznaky, které se často vyskytují současně s menstruačními bolestmi, patří nevolnost a zvracení, průjem, bolest hlavy, závratě, dezorientace, mdloby a únava. Příznaky dysmenorey často začínají bezprostředně po ovulaci a mohou trvat až do konce menstruace. Je to proto, že dysmenorea je často spojena se změnami hormonálních hladin v těle, ke kterým dochází při ovulaci. Zejména prostaglandiny vyvolávají křeče v břišní dutině, které mohou způsobovat bolest a gastrointestinální obtíže. Užívání některých typů antikoncepce může příznakům dysmenorey zamezit, protože zabraňují ovulaci.
Dysmenorea je doprovázena zvýšenou citlivostí na bolest a silným menstruačním krvácením.
U mnoha pacientů příznaky primární dysmenorey po dvacátém roce věku postupně ustupují. Bylo také prokázáno, že při obnovení menstruace po těhotenství se projevy dysmenorey zmírňují. Dysmenorea však může přetrvávat až do menopauzy. U 5–15 % žen s dysmenoreou se příznaky projevují natolik silně, že narušují každodenní aktivity.

## Příčiny
Existují dva typy dysmenorey, primární a sekundární, které se liší podle toho, zda existuje nebo neexistuje příčina. Primární dysmenorea se vyskytuje bez přidruženého základního onemocnění, zatímco sekundární dysmenorea má konkrétní příčinu, obvykle onemocnění, které postihuje dělohu nebo ostatní reprodukční orgány.
Bolestivé menstruační křeče mohou být důsledkem nadbytku prostaglandinů uvolňovaných z dělohy. Prostaglandiny způsobují stahování a uvolňování děložních svalů, čímž vyvolávají menstruační křeče. Tento typ dysmenorey se nazývá primární dysmenorea. Primární dysmenorea obvykle začíná v dospívání brzy po první menstruaci.
Sekundární dysmenorea je typ dysmenorey způsobený jiným onemocněním, jako je endometrióza, děložní myomy, děložní adenomyóza a syndrom polycystických ovarií. Vzácně způsobují sekundární dysmenoreu vrozené vady, nitroděložní tělíska, některé druhy rakoviny a pánevní infekce. Pokud se bolest objevuje mezi menstruacemi, trvá déle než několik prvních dnů periody nebo není dostatečně zmírněna užíváním nesteroidních protizánětlivých léků nebo hormonální antikoncepce, může to poukazovat na jiné onemocnění způsobující sekundární dysmenoreu.
Membranózní dysmenorea je typ sekundární dysmenorey, při níž se celá děložní sliznice vyloučí najednou, nikoli v průběhu několika dní, jak je typické. Mezi příznaky patří špinění, krvácení, bolesti břicha a menstruační křeče. Odloučená děložní tkáň musí projít děložním čípkem a pochvou. Obvykle má tvar samotné dělohy. Membranózní dysmenorea je velmi vzácná a je popsáno jen velmi málo případů. Příčina není známa, ačkoliv některé skutečnosti naznačují, že může souviset s mimoděložním těhotenstvím nebo užíváním hormonální antikoncepce.
Pokud se ke stanovení diagnózy využije laparoskopie, je nejčastější příčinou dysmenorey endometrióza, a to přibližně u 70 % dospívajících.
Mezi další příčiny sekundární dysmenorey patří myomy, adenomyóza, ovariální cysty nebo pánevní kongesce.

## Rizikové faktory
Rizikovými faktory pro dysmenoreu jsou genetické předpoklady, stres a deprese. Mezi rizikové faktory primární dysmenorey patří: první menstruace v nízkém věku, dlouhá nebo silná menstruace, kouření a výskyt dysmenorey v rodině.
Dysmenorea je vysoce polygenní a dědičné onemocnění. Existují silné důkazy o rodinné predispozici a genetických faktorech zvyšujících náchylnost k dysmenoree. Četné polymorfismy a genetické varianty jak v metabolických genech, tak v genech zodpovědných za imunitu jsou s touto poruchou spojovány.
U dysmenorey byly identifikovány tři možné fenotypy, které zahrnují „mnohočetné závažné příznaky“, „mírnou lokalizovanou bolest“ a „silnou lokalizovanou bolest“. Ačkoli pravděpodobně existují rozdíly v genotypech, které jsou základem jednotlivých fenotypů, konkrétní korelující genotypy dosud nebyly identifikovány. Tyto fenotypy se vyskytují v různé míře v různých demografických skupinách populace, což naznačuje různé alelické frekvence v různých populacích (z hlediska rasy, etnika a národnosti).
S těžkou dysmenoreou jsou běžně spojovány polymorfismy v genu ESR1. Variantní genotypy v metabolických genech, jako jsou CYP2D6 a GSTM1, byly podobně asociovány se zvýšeným rizikem silných menstruačních bolestí, ale nikoliv se středně silnými nebo občasnými fenotypy.
Výskyt a četnost sekundární dysmenorey (SD) souvisí s různými alelami a genotypy osob se souvisejícími patologiemi, které mohou postihovat pánevní oblast nebo jiné oblasti těla. Jedinci s těmito poruchami mohou mít genetické mutace, které vyvolávají dysmenoreu jako příznak jejich primární diagnózy. Bylo zjištěno, že osoby s fibromyalgií, které mají variaci genu ESR1 Xbal a mají genotyp Xbal AA, jsou náchylnější k tomu, aby pociťovaly mírné až silné menstruační bolesti jako důsledek jejich primární patologie. Běžně se stává, že genetické mutace, které jsou charakteristickým znakem určitých poruch nebo jsou s nimi spojeny, mohou vyvolat dysmenoreu jako příznak, který doprovází primární poruchu.
Na rozdíl od sekundární dysmenorey nemá primární dysmenorea žádnou vyvolávající patologii. Proto se předpokládá, že základem této poruchy jsou genetické mutace a variace, které přispívají k patogenezi primární dysmenorey.

## Mechanismus
Základním mechanismem primární dysmenorey jsou kontrakce děložního svalstva, které vyvolávají lokální ischemii.
Během menstruačního cyklu dochází ke ztluštění děložní sliznice v rámci přípravy na potenciální těhotenství. Po ovulaci, pokud nedojde k oplodnění vajíčka a k otěhotnění, není nahromaděná děložní tkáň potřebná, a proto dojde k jejímu vylučování.
Během menstruace se uvolňují prostaglandiny a leukotrieny, jako důsledek hromadění omega-6 mastných kyselin. Uvolňování prostaglandinů a dalších zánětlivých mediátorů z dělohy způsobuje stahování dělohy a může vést k projevům, jako je nevolnost, zvracení, nadýmání a bolesti hlavy nebo migrény. Prostaglandiny jsou považovány za hlavního činitele primární dysmenorey. Když se děložní svaly stahují, omezují přívod krve do tkáně endometria, které se následně rozpadá a odumírá. Tyto děložní kontrakce pokračují, zatímco vytlačují starou, odumřelou tkáň endometria přes děložní hrdlo a ven z těla přes pochvu. Předpokládá se, že tyto kontrakce a z nich vyplývající dočasný nedostatek kyslíku v okolních tkáních jsou zodpovědné za bolest nebo křeče, které se objevují během menstruace.
Ve srovnání s osobami bez dysmenorey mají osoby s primární dysmenoreou zvýšenou aktivitu děložní svaloviny se zvýšenou kontraktilitou a zvýšenou frekvencí kontrakcí.

## Diagnostika
Diagnóza dysmenorey se obvykle stanoví na základě anamnézy menstruační bolesti, která narušuje běžné denní aktivity. Neexistuje žádná obecně uznávaná standardní technika pro kvantifikaci závažnosti menstruačních bolestí. Existují různé kvantifikační modely, tzv. menstruační symptometrie, které lze použít k odhadu závažnosti menstruačních bolestí a také k jejich korelaci s bolestmi v jiných částech těla, menstruačním krvácením a mírou narušení běžných denních aktivit.

### Další vyšetření
Jakmile je stanovena diagnóza dysmenorey, je nutné provést další vyšetření k určení možné příčiny, aby nedošlo k jejímu zhoršení a bylo možné ji konkrétně léčit.
Další vyšetření spočívá v analýze anamnézy příznaků a menstruace a ve vyšetření pánve. Na základě výsledků mohou být doporučena další vyšetření a testy, jako např:
- gynekologická ultrasonografie
- laparoskopie

## Řešení
K léčbě cílené na mechanismus bolesti patří nesteroidní protizánětlivé léky a hormonální antikoncepce. Nesteroidní protizánětlivé léky potlačují tvorbu prostaglandinů. Při dlouhodobém užívání hormonální antikoncepce se snižuje množství děložní tekutiny/tkáně vylučované z dělohy. Výsledkem je tedy kratší a méně bolestivá menstruace. Tato léčba je obvykle účinnější než léky, které se nezaměřují na zdroj bolesti (např. paracetamol). Pravidelná fyzická aktivita může snížit intenzitu děložních křečí.

### Nesteroidní protizánětlivé léky
Nesteroidní protizánětlivé léky, jako je ibuprofen a naproxen, účinně zmírňují bolest při primární dysmenoree. Mohou mít nežádoucí účinky v podobě nevolnosti, trávicích potíží, žaludečních vředů nebo průjmu.

### Hormonální antikoncepce
Užívání hormonální antikoncepce může zmírnit příznaky primární dysmenorey. Systematický přehled z roku 2009 (aktualizovaný v roce 2023) prokázal, že nízké nebo střední dávky estrogenu obsažené v antikoncepčních pilulkách snižují bolest spojenou s dysmenoreou. Kromě toho nebyly zjištěny žádné rozdíly mezi různými přípravky antikoncepčních pilulek. Tento přehled neuvedl, zda je estrogen obsažený v antikoncepčních pilulkách účinnější než léčba nesteroidními protizánětlivými léky.

### Ostatní
V přehledovém článku byla popsána účinnost transdermálního nitroglycerinu. Další přehledy naznačily, že suplementace hořčíkem se jeví jako účinná. Jiný přehled poukázal na prospěšnost užívání blokátorů vápníkových kanálů. Účinnost působení tepla je v porovnání s nesteroidními protizánětlivými léky vyšší a mnoho pacientek ji upřednostňuje, protože je snadno dostupná a nemá žádné známé vedlejší účinky.
Ke snížení děložní kontraktility a bolesti u pacientek s dysmenoreou se účinně používá tamoxifen.
Existují důkazy, že cvičení třikrát týdně po dobu 45 až 60 minut bez větší intenzity vede ke snížení menstruačních bolestí.

## Epidemiologie
Dysmenorea je jedním z nejčastějších gynekologických problémů bez ohledu na věk nebo rasu. Je jednou z nejčastěji diagnostikovaných příčin pánevních bolestí u menstruujících. Odhaduje se, že dysmenorea postihuje 50 až 90 % dospívajících žen a žen v reprodukčním věku. Jiná studie uvádí, že se tento podíl může pohybovat mezi 16 a 91 % zkoumaných osob, přičemž silné bolesti jsou pozorovány u 2 až 29 % menstruujících. Nejvíce případů dysmenorey je hlášeno u osob v pozdní pubertě a po dvacátém roce života, přičemž s věkem výskyt obvykle klesá. Prevalence u dospívajících žen je podle jedné studie 67,2 % a podle jiné 90 %. Uvádí se, že mezi rasami není významný rozdíl v prevalenci ani incidenci, ačkoli jedna studie hispánských dospívajících žen poukázala na zvýšenou prevalenci v této skupině. Jiná studie uvedla, že dysmenorea byla přítomna u 36,4 % účastnic a byla významně spojena s nižším věkem. Uvádí se, že porod dysmenoreu zmírňuje, ale nedochází k tomu vždy. Jedna studie naznačila, že u nerodiček s primární dysmenoreou se intenzita menstruačních bolestí významně snížila po 40. roce věku.
Podle norského průzkumu se u 14 % žen ve věku 20 až 35 let objevují tak závažné příznaky, že místo školy nebo práce zůstávají doma. Mezi dospívajícími dívkami je dysmenorea hlavní příčinou opakované krátkodobé absence ve škole.
Podle indické studie bolestivá menstruace postihla 66,7 % zkoumaných dospívajících dívek, z nichž 27 % kvůli tomu vyhledalo lékaře.